# Satyrium monadenum
Satyrium monadenum är en orkidéart som beskrevs av Rudolf Schlechter. Satyrium monadenum ingår i släktet Satyrium och familjen orkidéer. Inga underarter finns listade i Catalogue of Life.